# 羽海野チカ
羽海野 チカ（うみの チカ、1966年8月30日 - ）は、日本の女性漫画家・同人作家。東京都足立区（幼少期は葛飾区）出身。東京都立工芸高等学校・デザイン科卒業。

## 略歴
小学生の頃からキャラクターデザイナーや漫画家になる夢を抱いており、工芸高校在学中の17歳で『ぶ〜け』（集英社）に1度だけ投稿作品が掲載されたが、卒業後は美術担当の恩師の計らいもあり入社試験を受けられ合格し、株式会社サンリオへ就職しキャラクターグッズのデザインを担当。勤務外に同人誌活動をはじめる。
3年後に同社を退職、フリーで、イラストやグッズのカットを手掛ける。漫画家への夢をあきらめず、同人誌活動は継続し、コミックマーケット参加時代には同人誌を発行。サークルを1人で回し、見かねた読者が度々手伝うこともあった。
ペンネームは自身の読み切り作品、「海の近くの遊園地」からとったものである。
宝島社『CUTiE Comic』へのカット絵の仕事を依頼された際、ネームを見せたことから『ハチミツとクローバー』で2000年プロ漫画家デビュー、初連載となった。しかし『CUTiE Comic』休刊が決定したことで、連載は終了。
それでもこの作品を描き続けたいと、自ら出版社へ持ち込み、『YOUNG YOU』（集英社）再連載が決定（後に『コーラス』へ移籍）。
『ハチミツとクローバー』は2005年にアニメ化、2006年に実写映画化、2008年にはテレビドラマ化されてヒットし、自身の代表作となる。同作で2003年に第27回講談社漫画賞少女部門を受賞。
2007年『3月のライオン』（白泉社）を連載開始。2010年、第1回ブクログ大賞マンガ部門、2011年にはマンガ大賞と第35回講談社漫画賞一般部門、2014年に第18回手塚治虫文化賞マンガ大賞を受賞。2021年に第24回文化庁メディア芸術祭マンガ部門大賞を受賞。
2013年に手術・療養のため入院し、一時休載した。

## 人物
- 敬愛する漫画家は「くらもちふさこ」「萩尾望都」[13]。萩尾望都の作品から技法を学びとり独習した。『ハチミツとクローバー』はぐちゃんは、萩尾望都『ポーの一族』シリーズ短編第2作『ポーの村』に登場したメリーベルをイメージして、おでこを出した長い巻き毛の少女にしたという[14]。
- 『イノセンスを待ちながら』では『機動警察パトレイバー 2 the Movie』や『GHOST IN THE SHELL / 攻殻機動隊』など押井守アニメへの思い入れを描き、後に押井守の弟子である神山健治のオリジナルアニメ『東のエデン』『Xi AVANT』キャラクター（原案）を手がけた。
- デビュー第2作目の『3月のライオン』は編集者の、次回作は将棋かボクシング漫画をとの提案がきっかけ。羽海野本人は将棋は全く知らないため、対局シーンは監修者の協力を得て描かれている。『ハチミツとクローバー』後、一発屋との風評に手堅い作品をと、前作7巻目から準備を始めた。物語の舞台は実在の場所に設定することを決め、萩尾望都『海のアリア』に倣い、当初は鎌倉を検討したが取材のしやすさ、橋が多くあり、川で画面が広くなり絵になる場所という理由により、都内の月島に変更[15]。
- 2010年12月8日に公式ブログで、「東京都青少年健全育成条例改正案」の表現への規制に、反対を表明している[16]。
- 『ハチミツとクローバー』のあとがきにもあるように、『ハリー・ポッター』と宮崎アニメが好きで、自らをオタクと称する。
- 2007年、スコティッシュフォールドをペットショップにて購入し「ブン」と名付け、3月のライオン2巻以降著者近影に使用。この「ブン」とは2019年11月に死別している。ブンとの出会いとお迎え、ブンとマフィア梶田の対立と和解、その晩年が、「GOHOマフィア！梶田くん」にてマフィア梶田の証言を交えながら描かれている。「GOHOマフィア！梶田くん」にはクマのようなキャラクターで登場している他、1巻の表紙とおまけ漫画寄稿・先のブンの一生と、本作には深く関わっている。
- 2020年4月、かつて愛読していたブログの管理人である忽那賢志感染症医とのツイッター上での「再会」を期に、新型コロナウイルス感染症啓発ポスターを作成した[17]。
- イラストはアナログで描いていたが、2021年にゲーム『Fate/Grand Order』にイラストを寄稿するのに合わせ、デジタル作画環境を用意している。

## 受賞歴

### 『ハチミツとクローバー』に対して
- 2003年度：第27回講談社漫画賞・少女部門[18]
- 2006年：宝島社「このマンガがすごい!」 オンナ編・第1位（※2007年も含め、第1位を2回連続受賞[19]）

### 『3月のライオン』に対して
- 2009年度：第1回ブクログ大賞 マンガ部門・大賞[18]
- 2011年：第4回マンガ大賞2011[20]
- 2011年度：第35回講談社漫画賞・一般部門[18]
- 2014年：第18回手塚治虫文化賞・マンガ大賞[21]
- 2015年：ダ・ヴィンチ「BOOK OF THE YEAR 2015」コミックランキング部門・第1位（※2016年、2017年と3年連続で第1位を受賞[22][23]）
- 2017年：第29回将棋ペンクラブ大賞・特別賞[24]
- 2021年：第24回文化庁メディア芸術祭マンガ部門・大賞[25]

## 作品リスト

### 連載作品
『ハチミツとクローバー』
同作品のアニメでは本人のイメージ・キャラクターである、“ウミノクマ”が時々出現していた（声優はない）。
『3月のライオン』
白泉社『ヤングアニマル』2007年14号（7月13日発売）より不定期連載中。

### 読み切り作品
冬のキリン
『スピカ〜羽海野チカ初期短編集〜』に収録。
マガジン・マガジン『小説JUNE』118号、2000年4月掲載。
夕陽キャンディー
全6ページの作品で、『スピカ〜羽海野チカ初期短編集〜』に収録。
JUNK!BOY（ビブロス）2000年夏号掲載。
ミドリの仔犬
『スピカ〜羽海野チカ初期短編集〜』に収録。
ソニーマガジンズ Be Street Vol.2 2000年8月29日掲載。
空の小鳥
『ハチミツとクローバー』10巻に収録された。『YOUNG YOU』（現在は休刊）2001年8月号掲載。
はなのゆりかご
「ミドリの仔犬」のその後の続編。『スピカ〜羽海野チカ初期短編集〜』に収録。
幻冬舎コミックス Be Street Vol.7 2001年12月24日掲載。
スピカ
『スピカ〜羽海野チカ初期短編集〜』に収録。
flowers（小学館）2002年10月号掲載の28ページ作品。
タイトル不明
装苑（文化出版局）2002年10月号掲載の4コマ作品。
星のオペラ
『ハチミツとクローバー』10巻に収録。COMIC CUE Vol.300!（2003年）掲載。
イノセンスを待ちながら
スタジオジブリ小冊子 熱風 2004年2月掲載（太田出版・コンティニュースペシャル）。

### 挿絵・イラスト
- 冒険者たち GLASS HEART（若木未生）
- LOVE WAY GLASS HEART（同）
- 熱の城 GLASS HEART（同）
- まんがキッチン（福田里香）
- 連れてって 連れてって（DREAMS COME TRUE）
- さざなみLP（Spitz）
- ワルツ（スネオヘアー）
- ドラマチック（YUKI）
- 松本隆WORKSコンピレーション「風街少年」「風街少女」（松本隆）
- 神菜、頭をよくしてあげよう（大槻ケンヂ）
- 扉を開けて（新井素子）
- 妄想炸裂（三浦しをん）
- 夜は短し歩けよ乙女（森見登美彦）解説
- ふしぎの国のアリス（ルイス・キャロル）- 2006年ナツイチスペシャルカバー版
- MORI LOG ACADMEY（森博嗣）
- No.7（神山健治）ドラマCD
- 新訳 赤毛のアンシリーズ（ルーシー・モード・モンゴメリ）集英社みらい文庫 おのともえ絵共作
  1. 赤毛のアン 2011年
  2. アンの青春 2012年
  3. アンの愛情 2013年
- 広告特集「嵐とマンガ」にて櫻井翔の肖像イラスト - 2011年2月3日 朝日新聞朝刊
- 集英社みらい文庫イメージキャラクター
- マコちゃんのリップクリーム 第7巻表紙
  - 羽海野が「杉田智和のアニゲラ!ディドゥーーン」に出演した際、この作品が好きだと発言し、それが作者の尾玉なみえの耳に入り実現した企画[28]。『ハチミツとクローバー』第6巻の表紙のセルフパロディである。
- GOHOマフィア！梶田くん（大川ぶくぶ）第1巻表紙
- Fate/Grand Order（2021年、TYPE-MOON） - 「オベロン」キャラクターデザイン
- 将棋のコマタロウくん（日本将棋連盟創立100周年記念キャラクター）[29]

### アニメーション
- ハチミツとクローバー
- ハチミツとクローバーII
- 囮物語（第4話エンドカード）
- 3月のライオン（第22話（最終回）エンディング原画）

以下キャラクター原案:羽海野チカ
- 東のエデン（2009年4月開始、フジテレビ「ノイタミナ」枠）
- 東のエデン 総集編 Air Communication
- 東のエデン 劇場版I The King of Eden
- 東のエデン 劇場版II Paradise Lost
- Xi AVANT （2011年）

## 書籍

### 漫画
- ハチミツとクローバー（宝島社版/全1巻）
- ハチミツとクローバー（全10巻）
- ハチミツとクローバー Vol.0 オフィシャル・ファンブック
- 3月のライオン（既刊17巻、連載中）
- 3月のライオン おさらい読本 初級編
- スピカ 〜羽海野チカ初期短編集〜

### 対談
- 雑誌「オトメコンティニュー」 Vol.4「木皿泉×羽海野チカ2万字対談」[30]2011年 太田出版
- マンガのあなた SFのわたし 萩尾望都・対談集 1970年代編「特別対談 羽海野チカ」2012年 河出書房新社
- MOE (モエ) 2015年 01月号 1万字ロングインタビュー 羽海野チカをつくったもの ―絵本と雑貨と手づくりと― http://www.moe-web.jp/moe/20151.html 白泉社

### 関連書籍
- ハチミツとクローバー イラストレーションズ
- ハチミツとクローバー 手づくり絵本BOX
- spoon.（角川書店） 〜『ハチミツとクローバー』のすべて〜 2005年4月号
- コンティニュースペシャル（太田出版、2005年6月号）
- spoon. （角川書店）〜ハロー＆グッバイ!ハチミツとクローバー〜 2006年8月号
- 別冊spoon 〜ハチミツとクローバー特集〜 2009年3月号
- Otome continue Vol.4 2011年 （太田出版）
- よしながふみ対談集 あのひととここだけのおしゃべり

## CD・DVD
- ハチミツとクローバー（全9巻）
- ハチミツとクローバーII（全4巻）
- ハチミツとクローバー オリジナルサウンドトラック
- ハチミツとクローバー COMPLETE BEST
- 東のエデン Vol.1〜5
- 東のエデン 劇場版I The King of Eden
- 東のエデン 劇場版II Paradise Lost

## 交友
- 2005年に『QJ』と『CONTINUE SPECIAL』（いずれも太田出版）で吉田豪のインタビューを受けて、吉田が過去のトラウマとなっていたことを笑い飛ばしたことで、「生きるのがだいぶ楽になりました」と語っている[31]。このインタビューと自らの作品のアニメ化によって交友関係が広がったという。
- 『デトロイト・メタル・シティ』や『ササメケ』、『リストランテ・パラディーゾ』、『監督不行届』など多数の他作家の作品の帯にイラストやコメントを寄せている。逆に『ハチミツとクローバー』の公式ファンブックからは高橋しんなど親交が深い多数の作家からトリビュートされている事が分かる。
- 三浦建太郎とは互いに親交があり、互いの作品にイラストや口絵を寄せている。また、『三月のライオン』の土橋健司は三浦がモデルの一人であり、三浦は同作を「ヤングアニマルで最も男らしい漫画」と評した。
- 島本和彦の漫画『新・吼えろペン』第29話に、羽海野チカをもじった「陸野地下」（りくのちか）という漫画家が登場する。またその回が収録されている第8巻の帯に羽海野が応援コメントを寄せており、「『燃えよペン』から大好きでした」とそれ以前から島本のファンだった事を明かしている。
- 戸田泰成の漫画『スクライド』の読み切り漫画「スクライド・ビギンズ」に、「チカ」を「千力」と読んだ羽海野チカ（うみの“せんりき”）というキャラクターが登場している。ちなみに漫画『スクライド』の脚本を担当した黒田洋介は、アニメ『ハチミツとクローバー』の脚本も担当している。
- マンガ大賞2014を受賞した森薫は羽海野チカからの祝辞に感謝した上で「同じ高校の先輩」と発言し、会場内を驚かせた[32]。

## アシスタント
鳥野しの
羽海野には「はれちゃん」と呼ばれている。単行本のあとがき漫画では耳の長いネコのキャラクターとしてよく登場している。
『フィールヤング』にて「オハナホロホロ」を連載。
塾長
苗字に“魁”という一文字が入っていたばかりに塾長という連想から命名された。ハチミツとクローバー2巻あとがき漫画でたれ耳キャラクターとして登場している。
ベッチー
チヨ
ワキタ
エミリー
まっちゅん
オノ
おーちゃん
Ｒ(黒澤R)